# Donji Miholjac
Donji Miholjac es una ciudad de Croacia en el condado de Osijek-Baranya.

## Geografía
Se encuentra a una altitud de 99 m s. n. m. a 311 km de la capital nacional, Zagreb.

## Demografía
En el censo 2011 el total de población de la ciudad fue de 9 491 habitantes, distribuidos en las siguientes localidades:
- Donji Miholjac - 6 240
- Golinci - 431
- Miholjački Poreč - 183
- Podgajci Podravski - 651
- Radikovci - 292
- Rakitovica - 868
- Sveti Đurađ - 826

| Gráfica de población de Donji Miholjac 1857-2011                    |
|                                                                     |
| Según los censos de población de la oficina estadística de Croacia. |